# Beredskabsstyrelsen
Beredskabsstyrelsen er en styrelse under Ministeriet for Samfundssikkerhed og Beredskab med redningsberedskabet som ansvarsområde. Styrelsen består af en myndighedsdivision, en operationsdivision (herunder det tidligere Civilforsvarskorps/Beredskabskorps), samt en koordinations- og styringsdivision.
Som styrelse føres der tilsyn med de kommunale redningsberedskaber og man rådgiver disse og øvrige myndigheder på beredskabsområdet. Den operative afdeling omfatter dels det statslige redningsberedskab på i alt seks beredskabscentre og to skoler, dels internationale nødhjælpsopgaver. Under internationale operationer benyttes navnet Danish Emergency Management Agency.
Styrelsens hovedsæde ligger i Birkerød.

## Historie

### Luftværn
Beredskabsstyrelsens historie går tilbage til den sidste halvdel af 1930'erne, hvor Rigsdagen som følge af den stigende uro i Europa vedtog luftværnslovene, der i kommunalt regi skulle skabe beskyttelse for civilbefolkningen mod følgerne af krig. Tiltagene blev kaldt luftværn og deltes i flere civilbeskyttelsestjenestegrene – forkortet CB: CB-Brand, CB-Sanitet, CB-Teknisk Tjeneste og CB-Gastjeneste. Disse grupper skulle kunne indsættes med værnepligtigt og frivilligt mandskab på et skadested efter et angreb. Den statslige myndighed for CB var Statens Civile Luftværn, som blev oprettet 1. maj 1938.
Mange byer over hele landet blev allerede før besættelsen "luftværnspligtige" og skulle opretholde materielreserver og gennemføre planlægning – dvs. beredskabsplaner. Da Danmark blev besat den 9. april 1940, var landet ikke helt uforberedt. Der skete gennem de fem besættelsesår en løbende udvikling af beredskaberne som et "fabriksluftværn", da fabrikkerne ikke kunne regne med assistance fra byens brandvæsen i tilfælde af angreb.
CB-Brand blev en slags overbygning på det lokale brandberedskab. Størrelsen varierede en del, da beredskabet omfattede både større og mindre byer efter behov. Det var ikke alle brandvagter, der var fast bemandede – mange blev kun bemandet i tilfælde af flyvervarsel. Kommunerne skulle sørge for indkøb og opmagasinering af materiel, der kunne fremføres af både frivillige og værnepligtige på udskrevne køretøjer.
Ødelæggelserne i en by kunne være ret store, og tilkørselsveje kunne være spærrede. Derfor blev der i større byer oprettet flere hjælpebrandstationer, der bestod af det stående kommunale beredskab suppleret med CB-brandvagternes mandskab og materiel. Fordelingen skulle også mindske risikoen for at hele styrken blev sat ud ved et enkelt angreb. Økonomien rakte ikke altid til det ønskede antal stationer – og da slet ikke i Hovedstadsområdet, hvor de mest gennemgribende foranstaltninger skulle gennemføres. Københavns Kommune havde i sin beredskabsplan af 1. marts 1940 planlagt 36 hjælpebrandvagter, der skulle udbygges til 82 – dog nåede de aldrig højere end 22.
Ud over de lokale CB-vagter blev der i 1941-1943 oprettet ni regionale kaserner til brug for Civilbeskyttelsestjenestens Udrykningskolonner (CBU-kolonner) med standardiserede køretøjer til brug for de enkelte CB-tjenestegrene.

### Civilforsvar
Efter 2. verdenskrig videreførtes CB-beredskaberne i både kommunalt og statsligt regi. Men det var klart, at den umiddelbare trussel nu var en anden, så civilbeskyttelsen blev et civilforsvar – forkortet CF. Dette skete med vedtagelsen af civilforsvarsloven af 1. april 1949 og oprettelsen af Civilforsvarsstyrelsen.
De kommunale CB-beredskaber blev fortsat opretholdt, men skulle tjene som en reserve for det kommunale beredskab i tilfælde af, at der skulle udbryde en ny krig eller opstå en krisesituation. Man skelnede mellem det kommunale civilforsvar – de tidligere CB-brandvagter – og det statslige civilforsvar – de tidligere CBU-kolonner.
I efterkrigstiden vendtes opmærksomheden mod truslen fra Sovjetunionen og Warszawapagten. Brandberedskaberne blev opgraderet med planlægning for beredskabets funktion under deciderede krigshandlinger. Det blev stadigt mere aktuelt at tage højde for et angreb med atomvåben.
Efterhånden var der ikke behov for den utidssvarende organisation. Selv om det tunge krigsberedskab i fredstid stod til rådighed for de lokale brandvæsener som assistance til fx store ildebrande, var der ikke meget at gøre. Endnu værre så det ud for det kommunale civilforsvar, der stort set aldrig blev anvendt.
Civilforsvarets rolle måtte revideres. Det medførte, at kommunerne fik mulighed for at oprette en beredskabskommission ved ændringen af civilforsvarsloven 27. maj 1981. Kommissionen blev dannet af brandkommission og civilforsvarskommission. I 1989 indgik Folketingets partier en toårig aftale om det videre forløb. Partierne blev enige om at nedsætte et udvalg om fremtiden ledet af Justitsministeriets departementschef Ole Asmussen.

### Redningsberedskab
I september 1991 fremlagde udvalget sine konklusioner og foreslog, at brandvæsen og civilforsvar skulle sammenlægges til en enkelt katastrofeberedskabsorganisation. Det skulle ske på alle niveauer og måtte følgelig betyde større lovændringer.
Med virkning fra 1. januar 1993 blev Statens Brandinspektion og Civilforsvarsstyrelsen sammenlagt til Beredskabsstyrelsen, ligeledes blev alle forhold vedrørende brand- og katastrofeberedskab overflyttet til Indenrigsministeriet.
Desuden blev der nedsat et udvalg, der skulle behandle lovgivningen på området. Dets udkast dannede grundlag for Beredskabsloven af 23. december 1992, der afløste Brandloven, Civilforsvarsloven og Lov om det civile beredskab. De tidligere CF-kolonner blev videreført som beredskabscentre, hvor de kommunale redningsberedskaber kunne rekvirere assistance til større brande, redningsopgaver og miljøuheld.
I 1996 og 1997 blev det nye beredskab analyseret: det kunne med fordel blive en mellemting mellem det kommunale og statslige redningsberedskab, idet mange af beredskabscentrene måtte regne med en responstid på to timer; det betød, at de gik glip af en del assistanceopgaver. Der kunne med fordel oprette strategisk placerede støttepunkter med frivilligt mandskab.
Selv om der var sket store moderniseringer i strukturen, var kommunerne stadigvæk forpligtede til at opretholde et krigs-/kriseberedskab: det gamle kommunale civilforsvar. Det var først fra 1. juli 2003, at kommunerne ikke længere skulle opretholde dette udvidede beredskab. Dermed blev den sidste rest af det gamle kommunale civilforsvar nedlagt.
Efter terrorangrebet den 11. september 2001 kom der større fokus på beredskabet og dets relation til f.eks. Forsvaret under en terrorhandling. Efter megen diskussion blev det besluttet at lade styrelsen flytte ressortministerium til Forsvarsministeriet per 1. februar 2004.
Ved oprettelsen af Ministeriet for Samfundssikkerhed og Beredskab den 29. august 2024 blev Beredskabsstyrelsen flyttet hertil.

## Beredskaber
Beredskabsstyrelsen opretholder en døgnbetjent udrykningsvagt på seks centre. Derudover opretholdes et kemisk og nukleart beredskab.
Akut assistance fra styrelsens operative afdelinger ydes vederlagsfrit.

### Beredskabscentre
De fem beredskabscentre Beredskabsstyrelsen Bornholm i Allinge, Beredskabsstyrelsen Sjælland i Næstved, Beredskabsstyrelsen Sydjylland i Haderslev, Beredskabsstyrelsen Midtjylland i Herning og Beredskabsstyrelsen Nordjylland i Thisted bemandes af befalingsmænd og værnepligtige på døgnvagt, samt frivillige på tilkald. Beredskabsstyrelsen Hovedstaden i Hedehusene bemandes af frivillige og ansatte. De 5 centre med værnepligtige er alle direkte videreførelser af 5 CBU- og senere CF-kolonner. Centeret i Hedehusene blev overtaget af Beredskabsstyrelsen i januar 2005, fra det tidligere fælleskommunale Beredskab Storkøbenhavn. De tidligere centre i Middelfart og Hillerød er i dag lukket.
Hvert center råder over en stor mængde af materiel – herunder en række forskellige køretøjer, der kan rekvireres af myndighederne til brand-, rednings- eller miljøindsatser. Desuden kan mandskabet medvirke til eftersøgninger eller andre opgaver.
De fleste af centrenes brandbiler adskiller sig ikke væsentligt fra de lokale, kommunale redningsberedskabers materiel, dog er en række nye specialkøretøjer enten ved at blive fordelt eller udarbejdet. Således er det mere specialiserede udstyr koncentreret omkring tungt redningsmateriel og et meget omfattende miljøberedskab, hvor sidstnævnte opretholdes i samarbejde med Miljøstyrelsen og Søværnet.
De seks beredskabscentre kan typisk stille med mandskab og køretøjer inden for to timer overalt i landet, men skal dog kunne forlade centret inden for 5-15 minutter efter alarmering – alt afhængig af opgavens kompleksitet. Udrykningstiden for beredskabscentrene er sat til to timer, da materiellet sjældent vil skulle bruges til akutte, livreddende opgaver.
De mest almindeligt tilbagevendende opgaver (dvs. ikke medregnet assistancer ifbm. kraftigt snevejr) er assistancer til brandslukning, brand- eller gerningsstedsundersøgelser, samt olieforureninger.

### Støttepunkter (nedlagt pr. januar 2013)
Ni støttepunkter var placeret i Fredensborg, Greve, Kalundborg, Nykøbing Falster, Odense, Fredericia, Esbjerg, Århus og Aalborg. Disse ni kombineredes med de fem beredskabscentre, så man i alt havde 14 støttepunkter.
De ni støttepunkter bemandedes af frivilligt eller deltidsmandskab fra det lokale, kommunale redningsberedskab på tilkald, mens driften blev betalt af Beredskabsstyrelsen. Udstyrssammensætningen varierede til dels efter, hvad der var relevant ud fra dækningsområdet. Ved de fem beredskabscentre anvendtes blot det mandskab og materiel, der i forvejen var placeret på centret. De to første åbnede i Kalundborg og Fredericia 1. januar 2000, mens resten blev åbnet i løbet af året.
På alle de ni kommunale støttepunkter fandtes traileropbyggede højtrykskompressorer til genopfyldning af røgdykkeres iltflasker, samt teleskoplysmaster til oplysning af større skadesteder. Desuden generatorer og miljøudstyr til rensning af forurenede personer, samt særlige indsatsdragter til brug ved kemikalieuheld. Dertil en svær redningsvogn opbygget på en lastbil.
Resten blev sammensat efter behov i dækningsområdet. I Aalborg fx en terrængående vandtankvogn med sidedyser til indsats i klitområderne, mens Greve fik en behandlingspladscontainer.
De mest almindelige assistanceopgaver var opfyldning af luftflasker ved lange indsatser, samt belysning af større eller mindre områder.

### Kemisk beredskab
Kemisk beredskab er den samlede betegnelse for den sektion af Beredskabsstyrelsen, der foretager kemisk rådgivning og analyser for andre myndigheder – herunder kommunale redningsberedskaber og politiet.
Rådgivningsdelen omfatter opslagsværker, der findes i alle landets automobilsprøjter og indsatsledervogne samt på internettet. Derudover er der døgnet rundt en kemiker på vagt, der kan kontaktes telefonisk for konkret, akut rådgivning og om nødvendigt møder i eget køretøj på skadestedet (kemikalieberedskabsvagten). Han kan fx formidle kontakt til forskellige fabrikanter af kemikalier for nærmere teknisk information om stoffet eller hjælpe indsatsledelsen i kraft af sin viden.
Til analyseopgaverne er eget laboratorium hos Det Farmaceutiske Fakultet i København, men også kontakt til en række specialiserede laboratorier i udlandet. Det kan fx identificere ukendte stoffer og rådgive på baggrund af resultaterne.

### Nukleart beredskab
Nukleart beredskab i Beredskabsstyrelsen varetager en række opgaver i det operative nukleare beredskab, og styrelsen har herunder ansvaret for udarbejdelse og revision af den nationale nukleare beredskabsplan. Dette varetages af Nukleart Beredskab.
Nukleart Beredskab varetager desuden opgaver indenfor nuklear sikkerhed, nuklear sikring og sikkerhedskontrol med nukleart materiale i Grønland.
Beregninger af spredningsprognoser samt beslutningsstøtte i tilfælde af et udslip med radioaktive stoffer foretages også af Nukleart Beredskab. Specialiserede IT-systemer benyttes til at lave detaljerede prognoseberegninger baseret på blandt andet vindforhold og nedbør. I det daglige udregner systemet flere gange i døgnet automatiske prognoser for potentielle udslip fra de kernekraftværker, der ligger tættest på Danmark, og for potentielle udslip fra nukleart drevne fartøjer, som passerer dansk farvand.
For at kunne finde og kortlægge en radioaktiv forurening efter et eventuelt udslip opretholder Nukleart Beredskab til dagligt et måleberedskab bestående af permanente målestationer, håndholdt måleudstyr samt avanceret måleudstyr til brug i køretøjer eller helikoptere. Derudover er der på beredskabscentrene målehold, der kan indsættes efter behov.
De faste målestationer sender løbende data, som overvåges af Nukleart Beredskab. Hvis et forhøjet strålingsniveau måles, vil de automatisk udsende en alarm.
Nukleart Beredskab opretholder et tæt samarbejde med blandt andre Sundhedsstyrelsens Strålesikkerhed, Det Internationale Atomenergiagentur, DTU Miljø, DTU Energi samt en række nukleare beredskaber i andre lande.

### Civil Sektors Beredskab
Civil Sektors Beredskab er oprettet i medfør af Beredskabsloven:
§ 24 De enkelte ministre skal hver inden for deres område planlægge for opretholdelse og videreførelse af samfundets funktioner i tilfælde af ulykker og katastrofer, herunder krigshandlinger, samt for at kunne yde støtte til forsvaret.
I praksis betyder det, at de forskellige civile myndigheder og institutioner rundt om i landet skal planlægge, hvordan de vil kunne fungere under en given krisesituation. Dette kan f.eks. omfatte kraftværker, vandværker eller trafikselskaber under ekstreme vejrforhold.
Der er ikke kun tale om, at planlægge hver for sig, men det vil også i mange tilfælde være nødvendigt at koordinere planlægningen mellem hinanden, da dagens samfund i høj grad involverer mange forskellige enheder på alle niveauer. Således arbejder man også ud fra princippet om "sektoransvar", der betyder, at ansvaret under en kritisk situation vil ligge samme sted, som det gør til dagligt.
Styrelsens opgaver på dette område er dels koordinering af ministeriernes planlægning af disse områder, samt rådgivning af institutionerne. Derudover står man selv for planlægning på en række områder, der ikke varetages af andre myndigheder. Et eksempel er aftalen om de beredskabsmeddelelser, der sørger for at underrette Radioavisen ved fx kemikalieudslip eller farligt vejr.

## Skoler
Beredskabsstyrelsen råder over en skole og et kursuscenter:
- Beredskabsstyrelsen Center for Uddannelse i Tinglev
- Beredskabsstyrelsens Kursuscenter i Snekkersten

Skolen og kursuscenteret tilbyder beredskabs- og ledelsesmæssig uddannelse af chefer, ledere og medarbejdere fra redningsberedskabet, politiet og andre myndigheder med beredskabsopgaver. Herudover anvendes de også af ansatte og ledere fra private organisationer og virksomheder med tilknytning til beredskabsområdet.
Beredskabsstyrelsen Center for Uddannelse afvikler kurser i forbindelse med uddannelse til indsatsleder, holdleder og instruktør, foruden en række tekniske specialkurser. Skolen råder over et større øvelsesanlæg, med ruinby, brandhuse og øvelsesstande til kemikalieuheld og forureningsøvelser.
På Beredskabsstyrelsens Kursuscenter afholdes bl.a. kurser i forebyggelse, risiko- og krisestyring, beredskabsplanlægning, krisekommunikation og medietræning, totalforsvarssamarbejde, beredskabspsykologiske kurser samt KURSER I internationalt nødhjælpsarbejde. En stor del af disse kurser er et led i redningsberedskabets chef- og lederuddannelse, men herudover udbydes en række kurser og temadage om aktuelle beredskabsemner, herunder uddannelsesvirksomhed for bl.a. Udenrigsministeriet, Sundhedsstyrelsen og Fødevarestyrelsen. Kursuscenteret er den ene af skolerne i Oresund Emergency Management College.
Som følge af den politiske aftale om redningsberedskabet efter 2006 blev kursusaktiviteterne på Bernstorff Slot i marts 2008 flyttet og slottet fraflyttet, Beredskabsstyrelsens Højskole blev omdannet til kursuscenter, og al øvrig uddannelse samlet på Beredskabsstyrelsen Teknisk Skole i Tinglev, nu Beredskabsstyrelsen Center for Uddannelse.

## Gradstegn
Gradstegn brugt af Beredskabsstyrelsen
Officerer
| Direktør & Vicedirektør | Direktør & Vicedirektør | Officerer   | Officerer   | Officerer    | Officerer     | Officerer   | Officerer | Officerer          |
| ----------------------- | ----------------------- | ----------- | ----------- | ------------ | ------------- | ----------- | --------- | ------------------ |
|                         |                         |             |             |              |               |             |           |                    |
| Direktør                | Vicedirektør            | Brigadechef | Kolonnechef | Sektionschef | Sektionsleder | Korpsmester | Mester    | Mester af reserven |

Mellemledere
| Befalingsmænd | Befalingsmænd | Befalingsmænd | Befalingsmænd | Befalingsmænd                  |
| ------------- | ------------- | ------------- | ------------- | ------------------------------ |
|               |               |               |               |                                |
| Chefsergent   | Seniorsergent | Oversergent   | Sergent       | Sergent (til pligtig tjeneste) |

Manuelt niveau
|             |           |             |
| Selvstændig | Frivillig | Sergentelev |

Civile
| Civile                         | Civile                                             | Civile                                           | Civile                                 | Civile |
| ------------------------------ | -------------------------------------------------- | ------------------------------------------------ | -------------------------------------- | ------ |
|                                |                                                    |                                                  |                                        |        |
| Chefniveau Kontorchef og lign. | Lederniveau Fuldmægtige, special- og chefkonsulent | Mellemleder- niveau. Kontorfuld- mægtig og lign. | Manuelt niveau Kontorbetjente og lign. |        |

Læger & Sygeplejersker
|             |                                              |                                               |                                 |                          |                      |
| Speciallæge | Læge med autorisation til selvstændigt virke | Læge uden autorisation til selvstændigt virke | Ledende afdelings sygeplejerske | Afdelings- sygeplejerske | Sygepleje- assistent |